# والی‌سرا
روستای والی‌سرا در استان گیلان، شهرستان شفت، واقع گردیده است. این روستا ۷۳ خانوار و ۲۸۰ نفر جمعیت و ۱۲۱ باسواد دارد.